# 米拉克
米拉克（Milak），是印度北方邦Rampur县的一个城镇。总人口25559（2001年）。

## 人口
该地2001年总人口25559人，其中男性13480人，女性12079人；0—6岁人口4912人，其中男2580人，女2332人；识字率47.35%，其中男性为55.53%，女性为38.22%。